# Albert-Frédéric d'Anhalt-Dessau
Albert-Frédéric d'Anhalt-Dessau (né le 22 avril 1750 à Dessau et mort le 31 octobre 1811 à Dessau) est un prince d'Anhalt-Dessau.

## Biographie
Albert est le plus jeune fils du prince Léopold II d'Anhalt-Dessau (1700-1751) de son mariage avec Gisèle-Agnès d'Anhalt-Köthen (1722-1751), fille du prince Léopold d'Anhalt-Köthen.
En 1780, il fonde le château de Grosskühnau (de) qui devient sa résidence privilégiée.

## Mariage et descendance
Albert-Frédéric se marie le 25 octobre 1774 à Rheda avec Henriette-Caroline-Louise de Lippe-Weissenfeld (1753-1795), fille du comte Ferdinand de Lippe-Weissenfeld (1709-1781). Ils n'ont pas d'enfants et se séparent en août 1778.
De sa liaison avec Johanne Franke, le prince a deux enfants illégitimes :
- Friederike Henriette Clementine (1785 – avant 1829) ;
- Gustav Adolf von Heydeck (1787-1856), qui devient peintre.